# Mas Peracaula
El Mas Peracaula és una masia a l'oest del nucli de Sant Joan les Fonts (la Garrotxa). El Mas Peracaula va ser un dels més importants del pla de Sant Joan durant les darreres centúries, i va disposar de dos molins propis, avui desapareguts. És de planta rectangular amb alguns afegits i teulat a dues aigües amb les vessants vers les façanes laterals. Disposa de baixos, pis i golfes. Va ser bastit amb pedra menuda, llevat dels carreus que emmarquen les obertures i els que fan els cantoners. Cal destacar la galeria de la façana de llevant, sostinguda per pilars de base rectangular. La configuració actual del mas és resultat de moltes modificacions i ampliacions; les obertures estan repartides asimètricament per les façanes.

## Història
En els documents del segle xiii apareix esmentat com Petra Calida. Aquest mas va tributar al priorat de Sant Joan, als senyors de Bianya, al monestir de Sant Benet de Bages, a la família Bosols-Juvinyà, a la família Noguers de Santa Margarida de Bianya i als senyors de la borda d'Artigas de la parròquia de Santa Margarida. El primer hereu que apareix esmentat en els documents és Pere (1269-1312); li segueix Bernat (1312-1349), Guillem (1374-1382), Joan (1418-1425), Antoni (1453), Margarida (1479-1508), Antoni (1508), Catarina (1556), Rafael (1557-1576), Pere (1576-1606), Pere (1606-1636),Joan Pere (1636-1690), Isidre (1690-1741), Pere (1741-1755), Maria (1755-1792), Pere (1792-1815), Josep (1815-1827), Ignasi (1827-1865), Joan (1865-1916), Francesc.
Francesc i els seus descendents són els propietaris actuals del mas. El nom de Peracaula va ésser escurçat a les darreries del segle xvii, en temps d'Isidre Peracaula que és el primer en anomenar-se simplement Caula. Amb tot, el mas ha conservat sempre el nom de Peracaula.